# Rúber Albeiro Marín
Rúber Albeiro Marín Valencia nació el 7 de junio de 1968 en Argelia (Valle del Cauca), es un ex-ciclista colombiano, que compitió en los Juegos Olímpicos de 1996 y 2000.

## Palmarés
1989
- 1 etapa en CRE en la Vuelta de la Juventud de Colombia

1990
- Juegos Centroamericanos y del Caribe, en Ruta Contrarreloj por Equipos
- 1 etapa del GP Internacional de Café, Colombia
- 2º en el Campeonato Panamericano en Ruta

1991
- 1 etapa en la Vuelta a Colombia

1992
- 2 etapa en la Vuelta a Colombia

1993
- 2 etapas en la Vuelta a Colombia
- 2 etapas en el Clásico RCN

1994
- 1 etapa en la Vuelta a Colombia

1995
- 1 etapa en el Clásico RCN
- 1 etapa en la Vuelta a Colombia

1999
- 1 etapa en la Vuelta a Colombia
- 3º en el Campeonato de Colombia de Ciclismo en Ruta

2000
- 1 etapa en la Vuelta al Táchira, Venezuela
- 1 etapa en la Vuelta a Colombia

2002
- 1 etapa en la Clásica de la Feria, Manizales (Caldas), Colombia

2003
- 1 etapa en la Vuelta al Táchira, Venezuela

2004
- 1 etapa en el Tour de Langkawi, Malasia

## Resultados en las grandes vueltas
| Carrera         | 1992 | 1993 | 1994 | 1995 | 1996 | 1997 | 1998 | 1999 | 2000 | 2001  | 2002 | 2003 | 2004 |
| Tour de Francia | -    | -    | -    | -    | -    | -    | -    | -    | -    | -     | -    | -    | -    |
| Giro de Italia  | 50.º | -    | -    | -    | -    | -    | -    | -    | 77.º | 110.º | 74.º | 85.º | 83.º |
| Vuelta a España | -    | -    | -    | -    | -    | -    | -    | -    | -    | -     | -    | -    | -    |

-: no participa 

Ab.: abandono